# 캐나다 녹색당

캐나다 녹색당(영어: Green Party of Canada, 프랑스어: Parti vert du Canada)은 캐나다의 녹색 정치 정당이다. 지난 2011년 캐나다 총선에서 창당 이후 최초로 엘리자베스 메이가 지역구 선거에서 승리함으로써 원내정당이 되었다. 2015년 캐나다 총선에서 하원 1석을 유지했고 2019년 캐나다 총선에서 3석을 차지해 원내정당을 유지하고 있다.